# Rozune
Rozune (Syrisch: ܪܙܘܢܐ) is een religieuze traditie binnen de Syrisch-Orthodoxe Kerk en maakt deel uit van de Aramese cultuur, waarbij families een speciaal brood bakken met een verborgen munt. Dit ritueel wordt jaarlijks op 9 maart uitgevoerd ter herinnering aan de 40 Martelaren van Sebaste. De traditie symboliseert geloof, opoffering en zegeningen, en degene die de munt in zijn brood vindt, wordt beschouwd als de brenger van geluk en voorspoed voor het gezin.

## Oorsprong
De oorsprong van de Rozune-traditie is geworteld in de 40 Martelaren van Sebaste, een groep van Romeinse soldaten die in het jaar 320 na Christus in de stad Sebaste (het huidige Sivas, Turkije) stierven vanwege hun christelijk geloof.
Volgens de overlevering werden deze soldaten, die weigerden hun geloof af te zweren, door de Romeinse gouverneur veroordeeld om naakt de vrieskou in te gaan en in een bevroren meer te sterven. Eén van de veertig martelaren gaf zijn geloof op en zocht zijn toevlucht in een nabijgelegen warm badhuis, maar een heidense Romeinse soldaat, die geïnspireerd werd door het geloof van de overgebleven martelaren, bekeerde zich ter plekke tot het christendom en nam de plaats in van de afvallige soldaat. Uiteindelijk werden de martelaren, deels bevroren en deels nog in leven, verbrand door de Romeinse autoriteiten.
Ter nagedachtenis aan hun lijden en opoffering ontwikkelde zich de Rozune-traditie binnen de Syrisch-Orthodoxe gemeenschap, de verborgen munt symbool staat voor de heidense soldaat die zijn dood bekocht door het bekeren naar het Christendom.

## Viering en ritueel
De viering van Rozune vindt plaats in de avond van 8 maart, de vooravond van de herdenkingsdag van de 40 Martelaren. Het ritueel omvat verschillende stappen, waaronder een speciale kerkdienst en het bakken en verdelen van het Rozune-brood.

### Kerkdienst en eerbetoon
Op de avond voor de herdenking komen Syrisch-Orthodoxe families en gemeenschappen samen in de kerk voor een speciale gebedsdienst ter ere van de martelaren. Tijdens deze dienst:
- Worden lofzangen en gebeden opgedragen aan de 40 Martelaren.
- Voeren veel jongeren een serie van 40 buigingen voor elke martelaar uit, wat in totaal 1.600 buigingen per persoon oplevert. Dit symboliseert eerbied en toewijding.

### Het bakken van de Rozune
Terwijl de gemeenschap zich in de kerk bevindt, bereiden de vrouwen thuis het deeg voor de Rozune-broden. De traditie volgt een vast patroon:
- Voor elk gezinslid wordt een apart brood gebakken.
- Sommige families nemen extra broden op voor belangrijke aspecten van hun leven, zoals een eigen bedrijf, vee of andere bezittingen.
- In één van de broden wordt een munt verstopt, en alleen de bakker van het brood weet in welk brood deze zich bevindt.
- De broden worden vervolgens gebakken en klaargemaakt voor de verdeling.

### Het vinden van de verborgen munt
Later op de avond verzamelt de familie zich rond de broden. Het jongste familielid krijgt de eer om de broden uit te delen. Ieder gezinslid breekt zijn of haar brood open om te ontdekken of de verborgen munt erin zit.
Degene die de munt vindt, ontvangt de traditionele zegen:
```
* **ܐܺܝܕܰܘܠܐܰ ܢܰܦܺܝܩܳܐ ܒܩܰܪܥܽܘܟ ("I Dawla Nafiqo Bqar'uch")** – wat betekent: **"Jij bent de zegen van het huis."**
```

De persoon met de munt wordt beschouwd als degene die geluk en voorspoed zal brengen voor het gezin in het komende jaar.

## Vergelijkbare tradities
Rozune vertoont overeenkomsten met andere christelijke tradities waarin een munt of ander voorwerp wordt verstopt in een speciaal brood of gebak, zoals:
- Vasilopita (Griekenland) – een Nieuwjaarsbrood gewijd aan Sint-Basilius, waarin een munt wordt verstopt om geluk te brengen voor het nieuwe jaar.
- Banitsa (Bulgarije) – een traditioneel gerecht met een munt, gegeten tijdens Oud en Nieuw om het lot van het komende jaar te voorspellen.
- Galette des Rois (Frankrijk) – een Driekoningengebak met een verborgen fève (een klein figuurtje), waarmee wordt bepaald wie de "koning" van de dag wordt.
- Barmbrack (Ierland) – een Halloweenbrood waarin verschillende symbolische voorwerpen worden verstopt, waaronder een munt als teken van rijkdom.

## Huidige betekenis en voortbestaan
De Rozune traditie wordt voornamelijk binnen de Aramese gemeenschap gevierd en heeft zich ook meeverspreid naar de Aramese diaspora-gemeenschappen in Europa, Noord-Amerika en elders. Voor veel Syrisch-Orthodoxe families blijft Rozune een belangrijk gebruik dat de band met hun culturele en religieuze erfgoed versterkt.
In moderne tijden wordt Rozune soms op creatieve manieren aangepast, bijvoorbeeld door het bakken van grotere of kunstzinniger versierde broden.